# Еден Ален
Еден Ален (хебр. עדן אלנה, амх. ኤደን አለነ, енгл. Eden Alene; Јерусалим, 7. мај 2000) је израелска певачица која представља Израел на Песми Евровизије 2020.

## Биографија
Ален је рођена у Јерусалиму 7. маја 2000. године. Њени родитељи су били из Етиопије. Када је имала две године, родитељи су се развели. Од тада није у контакту са оцем. Студирала је у верским школама, а потом похађала средњу школу хебрејског универзитета. 2018. године пријавила се у Израелске одбрамбене снаге.
У октобру 2017. године учествовала је у трећој сезони израелске емисије The X Factor Israel, у којој је однела победу. У априлу 2018. године певала је на паљењу бакљи на церемонији 70 година од оснутка Израела. Децембра 2018. године објавила је свој дебитантски сингл Better. У фебруару 2019, уочи Песме Евровизије 2019. у Тел Авиву, снимила је обраду песме Save Your Kisses for Me, са којом је бенд Brotherhood of Man победио на Песми Евровизије 1976. У фебруару 2020. је победила на такмичењу HaKokhav HaBa L'Eurovizion и тиме је постала представница Израела на Песми Евровизије 2020. године. 3. марта 2020. је одржано такмичење HaShir HaBa L'Eurovizion на којем је одлучено да ће на Евровизији певати песму Feker Libi. 18. марта 2020. је објављено да се Песма Евровизије отказује због пандемије корона вируса. Касније је објављено да ће она бити представница Израела на Песми Евровизије 2021.

## Дискографија
- Better (2018)
- Save Your Kisses for Me (2019) (обрада песме бенда Brotherhood of Man)
- When It Comes to You (2019)
- Rakata (2020)
- Roots (2020)
- Savior in the Sound (2020)
- Feker Libi (2020)